# Doedinka
Doedinka (Russisch: Дудинка) is een Russische stad in het noorden van West-Siberië aan de Jenisej op 2021 kilometer ten noorden van Krasnojarsk en op iets ten zuiden van haar estuarium naar de Karazee met de grootste haven van Siberië voor zeeschepen die het hele jaar wordt bevaren vanaf Moermansk en Archangelsk en in de zomer via de Jenisej vanaf Krasnojarsk en Dikson. Doedinka is het overslagstation voor goederen van en naar het enorme delfstoffengebied in het Poetoranagebergte rond de stad Norilsk, dat wordt geëxploiteerd door Norilsk Nikkel. Doedinka was tot 2006 het bestuurlijk centrum van het autonome district Tajmyr binnen de kraj Krasnojarsk en heeft een visfabriek.

## Geschiedenis
De plaats werd gesticht in 1667 als een winternederzetting onder leiding van streltsyleider Ivan Sorokin. Het werd Doedino genoemd in documenten uit die tijd. Een andere bron noemt 1607 als stichtingsjaar. De naam is ofwel afgeleid van de bijnaam 'Doeda' bekend uit de 15e eeuw of van het Nenetsische woord Toetin (Toe: "vuur"; tin: "opslagplaats") wat oorspronkelijk een opslagplaats aanduidde voor buskruit en andere gelijksoortige zaken.
In 1930 werd het een selo onder de naam Doedinskoje en werd het het centrum van het autonome district Tajmyr. In 1936 werd begonnen met de bouw van de zeehavens en in 1937 met de aanleg van de spoorlijn naar Norilsk. Dit werk werd verricht door duizenden Goelagdwangarbeiders. In de Tweede Wereldoorlog werden de havens verder uitgebouwd ten behoeve van Norilsk.
In 1951 kreeg Doedinka de status van stad onder okroegjurisdictie (van Tajmyr). In 1969 werd een gaspijpleiding aangelegd van Messojacha via Doedinka naar Norilsk.
Doedinka is sinds 25 november 2001 net als de nabijgelegen steden Norilsk, Kajerkan, Igarka en Talnach een gesloten stad. Deze steden hebben niet de officiële status van ZATO (Gesloten Bestuurlijk-Territoriale Formatie), maar afgezien van inwoners van Wit-Rusland, moeten buitenlanders een speciale pas hebben om beide steden te mogen bezoeken. Voor inwoners van Rusland en Wit-Rusland is echter ook een reispas vereist voor het bezoeken van stad. In de Sovjet-Unie was het ook een gesloten stad, maar tussen 1991 en 2001 was de toegang vrij voor buitenlanders. Op 1 januari 2007 werd het autonome district Tajmyr opgeheven, waardoor Doedinka zijn status als bestuurlijk centrum hiervan verloor.

## Transport
Doedinka is een van de eindstations van de meest noordelijke elektrische spoorverbinding ter wereld, de Norilsk-spoorlijn, die de stad verbindt met Norilsk (96 km) en de luchthaven Alykel (40 km), maar momenteel alleen voor goederenvervoer wordt gebruikt.
Begin jaren 90 kwam de hoofdweg (sjosse) tussen Norilsk en Doedinka gereed, waarna de treinverbinding voor personenvervoer werd opgeheven, omdat het management van Norilsk Nikkel het personenvervoer onrendabel achtte en daarop afschafte.
Norilsk wordt het hele jaar bevaren over de Jenisej en over de Noordoostelijke Doorvaart (vanaf Moermansk en Archangelsk). Alleen gedurende twee weken in de lente (eind mei, begin juni) worden de havens niet gebruikt, omdat de havens dan door het smeltwater gedeeltelijk onder water liggen.
Doedinka heeft ook een kleine luchthaven. Deze ligt op drie kilometer ten zuiden van het stadscentrum. Er is één betonnen start- en landingsbaan met een lengte van 1.454 meter.

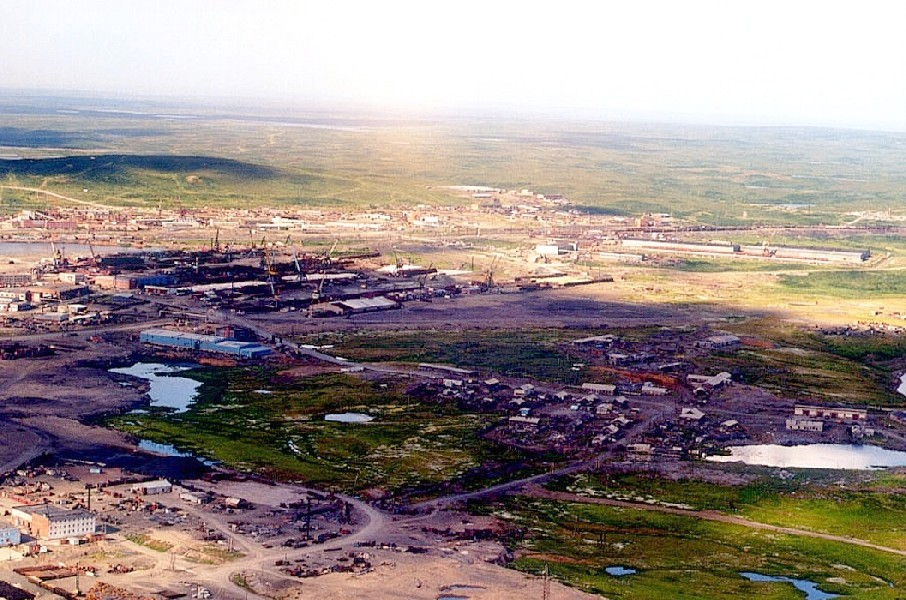
Haveninstallaties
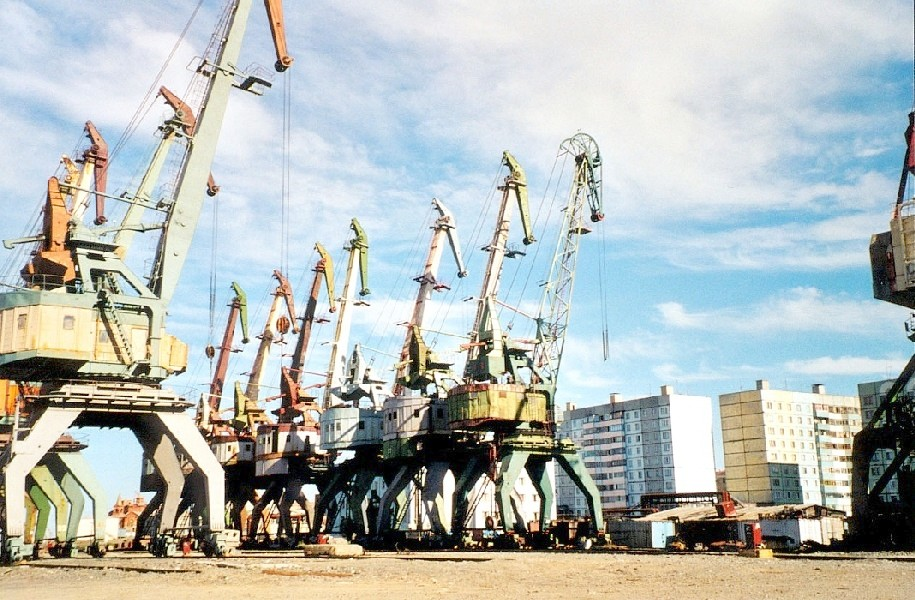
Overslagkranen

## Demografie
| Jaar      | 1959   | 1970   | 1979   | 1989   | 2002   |
| Bevolking | 16.300 | 19.700 | 24.700 | 32.300 | 25.100 |